# Anisophyllea
Anisophyllea R.Br. ex Sabine  é um género de plantas com flor pertencente à família Anisophylleaceae da ordem Cucurbitales.

## Sinonímia
- Anisophyllum G. Don, var. ort.
- Tetracarpaea Benth.

## Espécies
- Anisophyllea apetala Scortech. ex King
- Anisophyllea beccariana Baill.
- Anisophyllea cabole Henriq.
- Anisophyllea chartacea Madani
- Anisophyllea cinnamomoides (Gardner & Champ.) Alston
- Anisophyllea corneri Ding Hou
- Anisophyllea curtisii King
- Anisophyllea disticha (Jack) Baillon
- Anisophyllea ferruginea Ding Hou
- Anisophyllea globosa Madani
- Anisophyllea grandis (Benth.) Burkill
- Anisophyllea griffithii Oliver
- Anisophyllea impressinervia Madani
- Anisophyllea nitida Madani
- Anisophyllea quangensis Engl. ex Henriq.
- Anisophyllea polyneura Floret
- Anisophyllea reticulata Kochummen
- Anisophyllea rhomboidea Baill.
- Lista completa